# Coniopteryx tjederi
Coniopteryx tjederi är en insektsart som beskrevs av Douglas E. Kimmins 1934. Coniopteryx tjederi ingår i släktet Coniopteryx och familjen vaxsländor. Inga underarter finns listade i Catalogue of Life.